# Станы Можайского уезда
Станы Можайского уезда — административно-территориальные единицы Можайского уезда, употребляемые до второй половины XVIII века. Можайский уезд в XVII и первой половине XVIII века делился на станы и волости. В станах преобладало вотчинное землевладение, в волостях — княжеское, затем дворцовое. Границы древних станов и волостей, были намного устойчивее, чем у более крупных территорий — княжеств, уделов и уездов. Станами и волостями управляли волостели, а уездами — княжеские наместники, затем воеводы. В XVII веке большинство станов и волостей Можайского уезда опустело во время так называемого «литовского разорения»,то есть Смутного времени. 
В 1626-1627 годах существовал следующий перечень станов Можайского уезда:

## Болонский
Находился к югу от города Гжатска (сейчас Гагарин) на р. Болонке, притоке реки Гжать, церковные земли стана занимают более обширную территорию. Впервые упоминается в второй духовной грамоте Дмитрия Донского 1389 года  своему сыну, Андрею. С 1667 года существовала также дворцовая Оболонская волость(sic).
А волости Можаиские: Исмея, Числов, Боянь, Берестов, Поротва, Колоча, Тушков, Вышнее, Глиньское, Пневичи с Загорьем, Болонеск
В писцовой дозорной книге 1677 года писалось «волость Оболонская прежде была в раздаче за разными помещиками, а от разорения литовских людей[в Смутное время] лежала впусте, 1667 году по указу великого государя [Алексея Михайловича] она приписана к дворцовым волостям, потому что в ней селились деревнями крестьяне из дворцовых волостей»

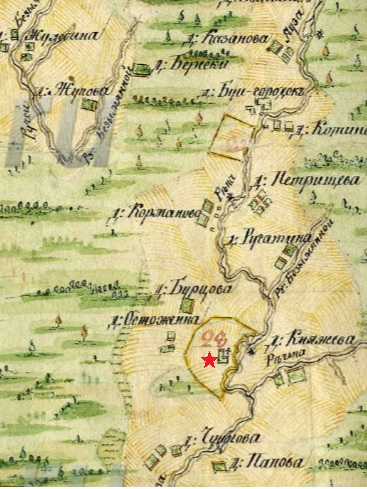
Часть карты Гжатского уезда

Населённые пункты стана:
- село Дятлово[5][6] на реке Болонке(исчезло в советское время[7], рядом деревня Макеевское Смоленской области)
- село Микулаево-Костивец-Колокольня[8][9] на реке Малая Гжать (сейчас деревни Костивцы и Колокольня Смоленской области)
- село Рождествено на реке Большая Гжать (сейчас село Рождество Смоленской области)
- село Воронцово-Обручево на реке Гжать[10] (исчезло в советское время[11], рядом деревня Курово,осталось действующее кладбище)
- церковное место Николая Чудотворца на пустоши[12] (положение неизвестно)
- село Николаевское-Спасское[13][14] —в приходе села: деревня Княжая[15](исчезло), Руготина (Ругатино),  Петрищева(Петрищево), патриаршее село Буй-городок[16](исчезло)

## Брагин Холм
C конца XVIII века его территория находится в пределах Медынского уезда, на реках Шаня, Истра, Лубянка. В стане находились дворцовые волости Кузовская, Гиреевская, Радиловская и Шебановская.
Центры волостей:
- Кузовская волость, центр село Спас-Кузова;
- Гиреевская волость, центр село Гиреево;
- Радиловская волость, центр село Радилово;
- Шебановская волость, центр село Шебаново;

## Ворский
Находился на реке Воря. Находился в южной части Гжатского уезда Смоленской области. После Смуты запустел, поэтом границы определяются трудно. На месте дворцового села Ворского сейчас находится деревня Бычково.

## Исконь и Боян
В XVI веке относился к Вяземскому уезду.

## Михайлов
На реках Рудня и Шаня, у границы Медынского и Гжатского уезда. Центр — дворцовое село Михайловское, существует и сейчас.
Населённые пункты стана:
- Водицкое-Володицкое на речке Великой(приток Шани) — исчезло после 1942 года[18]. В 1626 году им владел окольничий Иван Михайлович Бутурлин, до запустения в Смутное время тут стояло село Водицкое с церковью Николая Чудотворца с приделом Иоанна Златоуста[19];
- Селивано-Нововведенское-Межетчино — существует;
- Михалёво-Михали — существует;
- Старый Николаевский погост —

## Подрельный
Относился к речке Лусоси (сейчас река Лусянка Московской области ). Упоминается погост Никольский в Подреле на Лусоси (1626 год), рядом пустоши Рудино Горшково, деревня Панилово, Псарёво.